# Linda Vista Community Hospital
Linda Vista Community Hospital, inițial numit Santa Fe Railroad Hospital și Santa Fe Coast Lines Hospital, este un fost spital din Los Angeles, California, Statele Unite, în cartierul Boyle Heights. Spitalul a fost construit pentru angajații căilor ferate și a fost unul dintre cele patru spitale pentru angajați conduse de Santa Fe Employees Hospital Association. Proprietatea a fost achiziționată pentru 5.500 de dolari, iar spitalul a fost construit cu un cost de 147.000 dolari. 
După închiderea sa, spitalul a devenit un loc popular de filmare a unor producții horror, inclusiv filme, emisiuni TV și videoclipuri muzicale. A devenit, de asemenea, obiectul mai multor investigații paranormale. În prezent conține apartamente pentru oameni în vârstă.  

## Ca loc de filmare
Printre lucrările notabile care au fost filmate în Linda Vista se numără:
Filme
- To Live and Die in L.A. (1985)[1]
- In the Line of Fire (1992)[1]
- Outbreak (1995)[2]
- Suicide Kings (1997)[1]
- L.A. Confidential (1997)[3]
- Conspiracy Theory (1997)[3]
- Children of the Corn 666: Isaac's Return (1999)[4]
- End of Days (1999)[2]
- The Cell (2000)[4]
- Pearl Harbor (2001)[2]
- The Longest Yard (2005)[5]
- Boo (2005)[1]
- Day of the Dead 2: Contagium (2005)[1]
- Room 6 (2006)[1]
- The Gene Generation (2007)[1]
- Deadgirl (2008)[6]
- Zombie Strippers (2008)[6]
- The Lords of Salem (2012)[5]
- Killjoy Goes to Hell (2012)[1]
- Rift (2012)[1]
- Los Muertos (2013)
- Insidious Chapter 2 (2013)[7]
- Insidious: Chapter 3 (2015)[8]

Emisiuni TV

- Episod pilot al ER[2]
- Buffy the Vampire Slayer[6]
- The Travel Channel's Ghost Adventures[2]
- Dexter (Season 1, Episode 4: "Let's Give the Boy a Hand")[4]
- True Blood (Season 5) in the episode "Let's Boot and Rally"[5]
- Criminal Minds (Season 7) in the episode "Heathridge Manor"[9]
- L.A. 7 (the Art College Bradley works at in the episode "Working"[10]
- Young Sheldon (the hospital where George Cooper Sr is taken when he has a mild heart attack in the episode "Poker, Faith and Eggs" (9 November 2017)[11]

Videoclipuri
- Cântecul formației Duran Duran - "Falling Down"[5]
- Cântecul formației Fall Out Boy - “Where Did the Party Go” [1]
- Cântecul formației Garbage - "Bleed Like Me"[1]
- Cântecul formației Used - "Blood on My Hands"[1]
- Cântecul formațieiAvenged Sevenfold -  "Nightmare"[1]
- Cântecul formației Girlicious -  "Maniac"
- Cântecul In This Moment -  "Adrenalize"[1]
- Cântecul Rise Against -  "Hero of War"[1]
- Cântecul We Are the In Crowd - "Rumor Mill" de pe albumul Best Intentions[1]
- Cântecul Foo Fighters - "Best of You"[1]
- Cântecul Hollywood Undead - "We Are"[1]
- Cântecul Otep - "Apex Predator"[1]
- Cântecul Paramore - "Monster"
- Cântecul Lumineers - "Ho Hey"